# 熊本県道265号大畑西線
熊本県道265号大畑西線（くまもとけんどう265ごう おこばにしせん）は、熊本県人吉市から球磨郡錦町に至る一般県道である。

## 概要

### 路線データ
- 起点：熊本県人吉市大畑町（大畑町交差点、国道221号交点、熊本県道189号大畑停車場線終点）
- 終点：熊本県球磨郡錦町大字西（国道219号交点）

## 地理

### 通過する自治体
- 人吉市
- 球磨郡錦町

### 交差する道路
| 交差する道路                        | 市町村名 | 市町村名 | 交差する場所 | 交差する場所        |
| ----------------------------------- | -------- | -------- | ------------ | ------------------- |
| 国道221号 熊本県道189号大畑停車場線 | 人吉市   | 人吉市   | 大畑町       | 大畑町交差点 / 起点 |
| 国道219号                           | 球磨郡   | 錦町     | 大字西       | 終点                |

### 沿線
- 小さで川（球磨川支流）